# 青之里盛
青之里盛（1935年11月13日—2008年5月16日），原名小笠原盛，日本青森縣三戶郡倉石村（現在五戶町)出身的前大相撲力士，身高182cm、體重120kg。所屬的相撲部屋是時津風部屋，最高位置是西張出關脇（1963年5月場所）。
他家原是果農，在1953年3月開始專業相撲生涯，在1959年1月到達幕內級，在1963年7月場所擊敗橫綱大鵬幸喜得到第一個金星章，1967年9月場所因由序之口級別連續出賽1000次受日本相撲協會表揚。
青之里盛在幕内級別連續59場所後陥落十兩級，後復歸幕內一個場所，後再陷落十兩因此於1969年3月場所引退。
引退後留在日本相撲協會作年寄，襲名二十山在時津風部屋指導後進，1971年、同郷立田川親方（前横綱鏡里喜代治）成立自己的部屋，他也前往新部屋。在1988年4月繼承了部屋。
在2008年5月16日因敗血症去世，享年72歳。